# Сливно (Шибеник)
Сливно је насељено мјесто у Далмацији. Припада граду Шибенику, у Шибенско-книнској жупанији, Република Хрватска.

## Географија
Сливно се налази око 21 км југоисточно од Шибеника. У близини насеља пролази ауто-пут Загреб-Сплит.

## Становништво
Према попису становништва из 2011. године, насеље Сливно је имало 110 становника.
| Демографија | Демографија | Демографија |
| Година      | Становника  | Становника  |
| ----------- | ----------- | ----------- |
| 1971.       | 370         |             |
| 1981.       | 294         |             |
| 1991.       | 180         |             |
| 2001.       | 126         |             |
| 2011.       |             | 110         |